# Гравитационна константа
Гравитационната константа G, по-рядко f, γ, к2, е фундаменална физична константа, определяща силата на привличане между две тела (гравитация).
Съгласно закона за всеобщото привличане на Нютон, силата на привличане, действаща между две тела с маси {\displaystyle m_{1}} и {\displaystyle m_{2}}, намиращи се на разстояние {\displaystyle R}, е равна на:
{\displaystyle F=G{\frac {m_{1}m_{2}}{R^{2}}}}
В единици SI стойността на константата е:
{\displaystyle G=\left(6,67428\pm 0,00067\right)\times 10^{-11}\ {\mbox{m}}^{3}\ {\mbox{kg}}^{-1}\ {\mbox{s}}^{-2}.}
Гравитационната константа е измерена за пръв път от Хенри Кавендиш през 1798 г., а най-точната стойност на G е получена чрез измерване на взаимното привличане на две известни маси с торзионна везна.